# Пожар у хотелу Путник у Новом Саду
Пожар у хотелу Путник догодио се 11. децембра 2007. године у у центру Новог Сада. Страдало је троје људи, а њих седам је повређено.

## Опште информације
Пожар у хотелу избио је око 23:10, а дојава о пожару упућена је 23:17 часова. Ватрогасне бригаде из Новог Сада стигле су на лице места за три минута, са два возила и седам ватрогасаца. Због велике размере пожара, на лице места позвана су у помоћ ватрогасна друштва из околине, па су стигла још два возила из Бачке Паланке, једно из Врбаса, Бегеја и Бачког Петровца. Пожар је избио у изнајмљеном делу хотела, који је коришћен као коцкарница.
Током акције гашења пожара, укупно је учествовало 15 ватрогасних и 3 помоћна возила, са укупно 35 ватрогасаца и 4 помоћника. Гашење пожара трајало је до 3 часова ујутру, а наредних сати остала су још 2 возила у дежурству испред хотела. Током почетка акције, најпре су спашена четири човека која су била на прозорима, а након тога су ватрогасци ушли у зграду. Повређених је било 7, већина њих због гушења димом, а неки од њих пребачени су на Институт за плућне болести Војводине.
Страдали су Борислав Рангелов Ковачев (36), бугарски држављанин из Перника, Александар Пантовић (30) из Лесковца и Мирјана Весков (40) из Суботице.
Видео-камере забележиле су мушкарца са капуљачом како око 23.00 улази у хотел Путник и носи мали пластични канистер са бензином. Пет минута после његовог уласка букнуо је пожар. Бранислав Б. због недостатка доказа никада није приведен, а медији су навели да је пожар подметнуо како би се осветио обезбеђењу које га је избацило из коцкарнице.